# Zinaida Zagner
Zinaida (Zina) Zagner-Jakimiec (ur. w 1948) – polska aktorka teatralna, filmowa i telewizyjna, reżyserka teatralna.

## Życiorys
Ukończyła studia na Wydziale Aktorskim Państwowej Wyższej Szkoły Teatralnej im. Ludwika Solskiego w Krakowie. Była członkinią zespołów teatralnych: Teatru im. Stefana Jaracza w Olsztynie (1970-1972, 1984-1985), Teatru Ludowego w Krakowie (1972-1975, 1995-2000), Teatrów Dramatycznych w Szczecinie (1975), Teatru Polskiego w Poznaniu (1976-1979), Teatru im. Ludwika Solskiego w Tarnowie (1979-1993), Teatru im. Wandy Siemaszkowej w Rzeszowie (1984-1985) oraz Teatru Satyry „Maszkaron” w Krakowie (1985-1995), na deskach którego w 1991 roku debiutowała jako reżyser. Wystąpiła w jednym przedstawieniu Teatru Telewizji (1974), dwóch audycjach Teatru Polskiego Radia (1973, 1999) oraz jako lektor filmów dokumentalnych (1998, 2106). Współpracowała również z krakowskimi teatrami alternatywnymi oraz z Kabaretem Jama Michalika.
W 1971 roku na XIII Festiwalu Teatrów Polski Północnej w Toruniu otrzymała Nagroda dla młodej aktorki za rolę Solange w spektaklu "Pokojówki" Jeana Geneta.

## Filmografia
- Kopernik (1972)
- Kopernik (1972) - odc. 3
- Dom (1997) - sprzedawczyni w Sukiennicach (seria 3, odc. 7)
- Klan (1997-2002) - Kazimiera Derecka, emerytowana wychowawczyni w przedszkolu
- Na Wspólnej (2003-2022) - urzędniczka (odc. 1015)
- Vinci (2004) - sprzątaczka w komendzie policji
- Szanse finanse (2005) - odc. 10
- Plebania (2005-2006) - gospodyni (odc. 607, 608), kobieta (odc. 585, 613), członek rady parafialnej (odc. 686)
- Majka (2009-2010) - Zofia, gosposia Duszyńskich
- Szpilki na Giewoncie (2011-2012) - kobieta (odc. 26, 47, 48)
- Prawo Agaty (2013) - Lucyna Gawryluk (odc. 47)
- Na dobre i na złe (2014) - Kazia (odc. 553)
- Nie rób scen (2015) - dewotka (odc. 4)
- Na sygnale (2016, 2021) - teściowa Krzysztofa (odc. 129), Helena (odc. 335)
- Układ (2021) - Ludmiła Radczak, matka Józefa (odc. 1)
- Ojciec Mateusz (2022) - Celina Barszczewska, ciotka Janusza Dobrowolskiego (odc. 353)
- Gang Zielonej Rękawiczki (2022) – Laura, żona Stefana (odc. 3)